# Drapetisca socialis
Drapetisca socialis là một loài nhện trong họ Linyphiidae.
Chúng sống trong các lớp mùn, có cơ thể dài 3,2 đến 4 mm.